# Nazi punk
Nazi punk é um neonazista que se infiltrou na subcultura punk. O termo também descreve um tipo de música. A música nazi punk é semelhante à maioria das formas de punk rock, embora se distinga por ter letras que expressam o ódio contra judeus, homossexuais, comunistas, anarquistas, antirracistas e pessoas que não são consideradas brancas.
Em 1978, na Grã-Bretanha, a British National Front tinha uma organização punk orientada juvenil chamada de Punk Front. Embora a Punk Front tenha durado apenas um ano, recrutaram vários punks ingleses, bem como formando uma série de bandas punks white powers como os The Dentists, The Ventz, Tragic Minds e White Boss. A subcultura nazi punk surgiu nos Estados Unidos no início de 1980, durante a ascensão da cena hardcore punk.
No início da década de 1980, os white powers da banda bonehead Brutal Attack temporariamente se transformaram em uma banda nazi punk. Eles disseram que fizeram isso na esperança de ficar mais fácil reservar concertos públicos, mas essa tática não funcionou e logo voltaram a ser uma banda bonehead.

## Bandas nazi punk
- 88[7]
- A.B.H.[8]
- Ammit[9]
- Arma Blanca[10]
- Böhse Onkelz[11]
- Brigada NS[7]
- Chaoss Hellas[12]
- Chaotic Piggs[13]
- Comando Blindado[7]
- Corrosão[7]
- D.C. Stormtroopers[14]
- The Dirty White Punks[15]
- Ethnic Cleansing[16]
- Fight For Freedom[17]
- Forward Area[18]
- Frente Nacional[7]
- Hellgrinder[19]
- Kontejner 2368[20]
- Midgårds Söner[21]
- Ódio Mortal[22]
- Resistência 88[7]
- Resistência 1945[7]
- Rusty Nailbomb[23]
- Stuka[7]
- The Dentists[24]
- The Walkiriass[25]
- Warfare 88[26]
- White Pride[27]
- Zurzir[7]